# Agama lebretoni

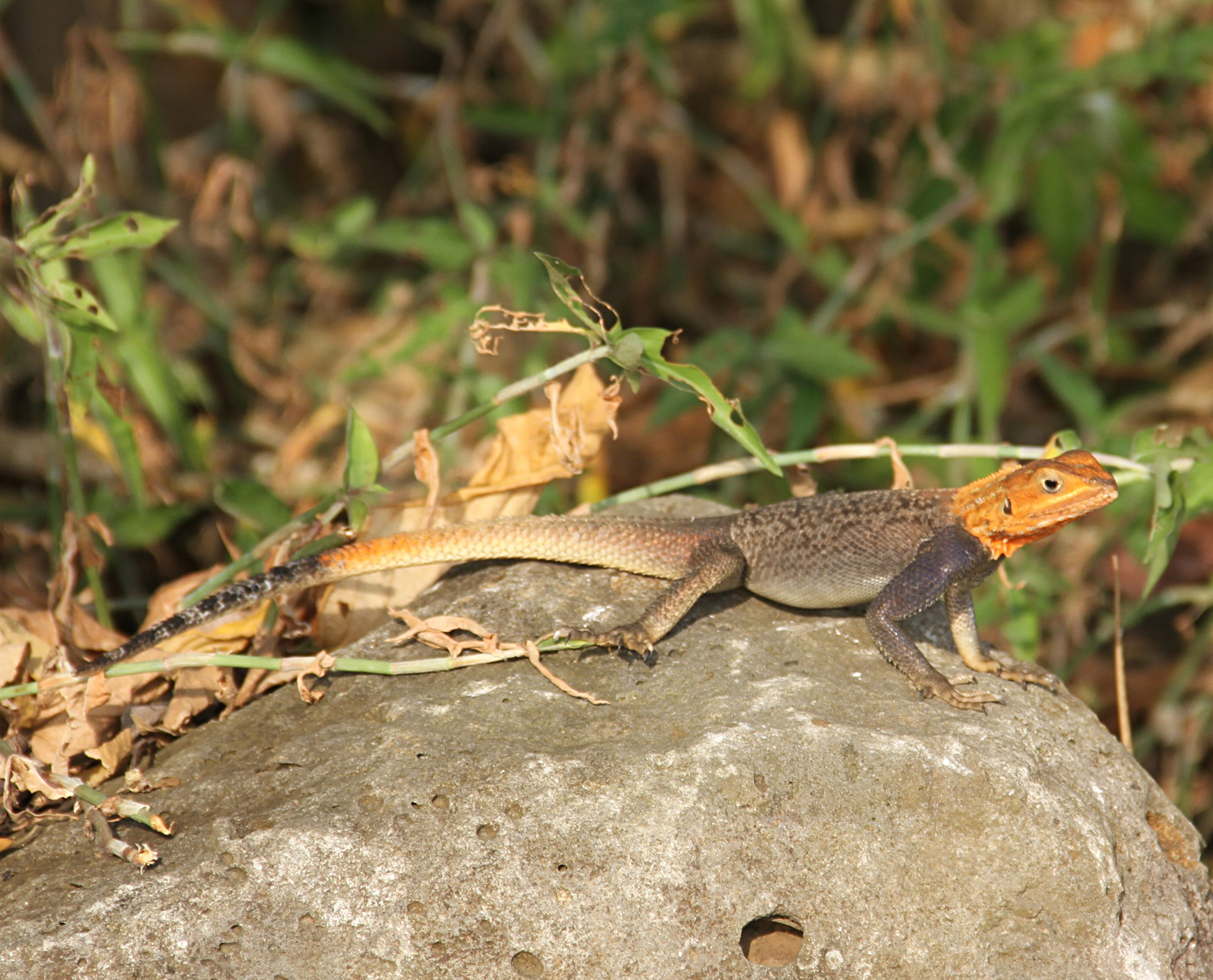
Schwach ausgefärbtes Männchen, Bioko

Agama lebretoni ist eine erst 2009 neu beschriebene westafrikanische Agamenart. Ihr Verbreitungsgebiet umfasst Kamerun, Gabun und die zu Äquatorialguinea gehörende Insel Bioko.

## Merkmale
Agama lebretoni ist eine vergleichsweise große Agamenart, erwachsene Männchen erreichen eine Gesamtlänge von mehr als 25, bis hin zu 35 Zentimeter. Der Schwanz ist etwa 1,6-mal so lang wie die Kopf-Rumpf-Länge.
Kopf und Körper sind gleichermaßen kleinbeschuppt. Die Pupille ist rund, die Nasenlöcher liegen oberhalb der Augenwinkel. Um die Ohröffnung und an der Halsseite befinden sich Büschel von Dornen. Ein Nackenkamm ist vorhanden, Rücken- und Schwanzkamm fehlen. Die Schuppen am oberen Kopf sind teilweise gekielt, weiter hinten gelegene Schuppen sind gekielt und stachelspitzig, Bauchschuppen hingegen glatt. Die Mitte des Körpers weist 73 bis 80 Schuppenreihen auf, entlang des Rückens finden sich 42 bis 54 Schuppen. Männchen haben präanale Poren.
Kopf und Nacken sind bei ausgewachsenen dominanten Männchen tief rot bzw. orange. Auf der Kehle haben sie ein netzförmiges Muster. Der Körper und gelegentlich auch die oberen Abschnitte der Gliedmaßen, sind himmel- bis dunkelblau mit einer weißen bis gelblichen Sprenkelung und einer hellen Linie auf dem Rücken entlang der Wirbelsäule. Der Schwanz ist vierfarbig: am Ansatz noch blau, dahinter weiß, dann rot bzw. orange und an der Schwanzspitze dunkelblau. Die Kombination aus Kehl- und Schwanzfärbung ist das diagnostische Merkmal der Art.
Fortpflanzungsfähige Weibchen und Jungtiere sind lebhaft mit gelben und schwarzen Flecken, Streifen und Bändern auf grau-braunem Untergrund gezeichnet, schwangere Weibchen werden unscheinbar braun mit orangen Flanken. Sie können nur molekulargenetisch eindeutig von anderen Weibchen der Gattung unterschieden werden.

## Vorkommen und Lebensweise
Das Verbreitungsgebiet von Agama lebretoni reicht von Kamerun, wo die Art weitverbreitet ist, bis nach Gabun sowie auf die äquatorialguineische Insel Bioko. Nachweise für das festländische Äquatorialguinea fehlen jedoch. Von Kamerun aus strahlt die Art aus bis in das nigerianische Grenzland.
Agama lebretoni ist eine baumbewohnende Art, die in dichten Wäldern lebt. Innerhalb ihrer Verbreitungsgebiete ist Agama lebretoni sehr häufig und offensichtlich ein Kulturfolger, sie findet sich in Städten, Dörfern, entlang von Straßen und in Plantagen.

## Systematik
Die Art wurde 2009 durch Philipp Wagner, Michael F. Barej und Andreas Schmitz erstbeschrieben. Das Art-Epitheton ehrt den Australier Matthew LeBreton wegen seiner Verdienste um die Erforschung der Herpetofauna Kameruns.
Agama lebretoni ist eng verwandt mit der Siedleragame (Agama agama), ihre Verbreitungsgebiete überschneiden sich im nördlichen Kamerun.

## Nachweise
1. 1 2 3 4 5 6  Philipp Wagner, Michael F. Barej, Andreas Schmitz: Studies on African Agama VII. A new species of the Agama agama-group (Linnaeus, 1758) (Sauria: Agamidae) from Cameroon & Gabon, with comments on Agama mehelyi Tornier, 1902. In: Bonner zoologische Beiträge. Bd. 56, Nr. 4, 2009, ISSN 0006-7172, S. 285–297, Digitalisat (PDF; 1 MB).
2. 1 2 3  Jean-François Trape, Sébastien Trape, Laurent Chirio: Lézards, crocodiles et tortues d'Afrique occidentale et du Sahara. IRD Éditions, Marseille 2012, ISBN 978-2-7099-1726-1, S. 146–147.